# Radu Șerban (compozitor)
Radu Serban (n. 1 decembrie 1927, Caracal – d. 6 februarie 1984, București)  a fost un compozitor român de muzică ușoară.
Radu Șerban a urmat liceul Ioniță Asan din Caracal, oraș situat în acel timp în vechiul județ Romanați.  Și-a continuat studiile la Conservatorul de Muzicâ din București.
Compozițiile sale se remarcă prin armonie și orchestrație.  Sentimentele compozitorului pot fi simțite și prin titlurile melodiilor compuse de acesta, Orașul meu natal, Strada, A fost prietenul meu, Ilustrate cu flori de câmp, respectiv Prieten drag, melodie special compusă pentru interpreta Pompilia Stoian.
Unul dintre compozitorii de frunte ai României postbelice, Radu Șerban a decedat în anul 1984, la vârsta de numai 57 de ani .
Astăzi, Casa de Cultură a municipiului Caracal îi poartă numele, iar începând cu anul 1990 festivalul muzical omonim aduce anual zeci de interpreți și compozitori pe scena celui de-al doilea oraș al județului Olt.

## Compozitii de muzica usoara
- Prieten drag - Pompilia Stoian
- Parfumul străzilor - Mihaela Mihai
- Băiatul care aduce flori - Anca Agemolu
- Altă dată - Ștefan Banică
- De când mă știu - Adrian Romcescu
- Dacă tu ai fi floare - Dan Spătaru
- Dacă iubești cu adevărat - Roxana Matei
- Ai apărut ca o poveste - Corina Chiriac
- Primăvară, primăvară - Mihaela Mihai
- Seara - Margareta Pâslaru si Anda Călugăreanu
- Strada - Margareta Pâslaru si Ion Dichiseanu
- Această taină să rămână între noi - Margareta Pâslaru
- Balada - Margareta Pâslaru in duet cu Marina Voica
- Ce știi tu - Margareta Pâslaru
- Dacă fetele - Margareta Pâslaru
- De ce ai venit, de ce ai plecat - Margareta Pâslaru
- Două rândunici - Margareta Pâslaru
- Încă nu e târziu - Margareta Pâslaru
- Iubire absurdă - Margareta Pâslaru
- Iubire, iubire - Margareta Pâslaru
- La un pas de fericire - Margareta Pâslaru
- O trestie doar - Margareta Pâslaru
- Orice om - Margareta Pâslaru
- Uitarea - Margareta Pâslaru

## Filmografie

### Muzică de film
- Un surîs în plină vară (1964)
- Casa neterminată (1964)
- Diminețile unui băiat cuminte (1967)
- De trei ori București (1968)
- Balul de sîmbătă seara (1968)
- Bariera (1972)
- Păcală (1974)
- Ilustrate cu flori de cîmp (1975)
- Nu filmăm să ne-amuzăm (1975)
- Prin cenușa imperiului (1976)
- Toate pînzele sus (serial TV, 1977)
- Iarba verde de acasă (1977)
- Trepte pe cer (1978)
- Totul pentru fotbal (1978)
- Rîdeți ca-n viață (1985)

### Actor
- Nu filmăm să ne-amuzăm (1975)

## Premii
În 1970 reprezintă România la primul festival pop de la Tokyo cu melodia Iubire absurdă și primește Premiul Sony pentru creație, iar Margareta Pâslaru primește Premiul Mitsukoshi pentru interpretarea piesei. Cu această ocazie Margareta Pâslaru a fost invitată să înregistreze melodia premiată în limbile japoneză si română la Casa de discuri Victor. 
Compozitorul Radu Șerban a primit în 1976 Premiul pentru muzică al Asociației Cineaștilor din România (ACIN) pentru muzica din filmul Prin cenușa imperiului.